# Азад, Афшан
Афша́н Аза́д (англ. Afshan Azad; 12 февраля 1989, Лонгсайт, Манчестер, Англия) — британская киноактриса

 и фотомодель бенгальского происхождения, известная по роли Падмы Патил в четырёх последних фильмах франшизы о «Гарри Поттере» (2005—2011).

## Биография
Афшан Азад родилась 12 февраля 1989 года в Лонгсайте (Манчестер, Англия). Афшан — единственная дочь в семье, у неё есть три брата. По происхождению актриса бенгалка.
Обучалась в средней школе Whalley Range; затем изучала химию, биологию и английский язык в колледже Xaverian.

## Карьера
Азад сыграла роль Падмы Патил в четырёх фильмах о Гарри Поттере, начиная с 2005 года. Агенты посетили школу, где училась Азад, и после нескольких прослушиваний утвердили её на роль.

## Личная жизнь

### Отношения
С 19 августа 2018 года Афшан замужем за Набилом Кази. В июле 2021 года у супругов родилась дочь, которую назвали Кира. В августе 2024 года у супругов родилась вторая дочь, которую назвали Рая.
На съёмках фильмов о Гарри Поттере Афшан подружилась с актрисами Бонни Райт (Джинни Уизли) и Кэти Льюнг (Чжоу Чанг), которые посетили её свадьбу.

### Избиения и разбирательства
Ашфан Азад, которая является мусульманкой, из-за отношений с молодым человеком, который исповедует индуизм, стала жертвой нападок со стороны своей семьи.
Она неоднократно была жестоко избита. В начале июля 2010 года, после очередного избиения своим отцом Абдулом и старшим братом Ашрафом, девушке удалось сбежать и обратиться за помощью в полицию. В полиции девушка рассказала, что они (её отец и брат) намерены убить её, как «запятнавшую честь семьи».
21 января 2011 года Ашраф был приговорен к шести месяцам тюрьмы и был взят под стражу прямо из зала суда.

## Фильмография
| Год  |   | Русское название                    | Оригинальное название                       | Роль        |
| ---- | - | ----------------------------------- | ------------------------------------------- | ----------- |
| 2005 | ф | Гарри Поттер и Кубок огня           | Harry Potter and the Goblet of Fire         | Падма Патил |
| 2007 | ф | Гарри Поттер и Орден Феникса        | Harry Potter and the Order of the Phoenix   | Падма Патил |
| 2009 | ф | Гарри Поттер и Принц-полукровка     | Harry Potter and the Half-Blood Prince      | Падма Патил |
| 2011 | ф | Гарри Поттер и Дары Смерти: часть 2 | Harry Potter and the Deathly Hallows:Part 2 | Падма Патил |